# Шейх Кунта кажы (мечеть)
Шейх Кунта кажы (каз. Шейх Кунта Қажы атындағы мешіт) — мечеть, расположенная в столице Казахстана городе Астана . 

## История
Мечеть имени Шейха Кунта Кажы была открыта 21 мая 2011 года. Она была построена по совместной инициативе этнокультурных объединений чечено-ингушских народов Казахстана. В церемонии открытия мероприятия приняли участие заместитель великого муфтия Республики Казахстан Мухаммед-Хусейн Хаджи Алсабеков, аким Сарыаркинского района Сабила Мустафина, делегации из Кокшетау, Караганды, Павлодара и руководители этнокультурных объединений. Председатель Чечено-Ингушского центра, выступил с поздравительной речью на церемонии открытия мероприятия.
В ходе мероприятия Мухаммед-Хусейн Хаджи Алсабеков от имени Духовного управления мусульман Республики Казахстан символически вручил Коран главному имаму мечети Хаджи Жакиякази Исмаилову.
В 2018 году на основании «Концепции развития образования до 2020 года» на территории мечети начали проводиться летние образовательные курсы для молодёжи «Имани Яз».
15 марта 2023 года имам мечети Муслухиддин Надыров получил ножевые ранения в ходе бытового конфликта. Подозреваемый нанесший несколько ножевых ранений имаму был задержан. Им оказался 33 летний житель Жибек Жолы пригорода Астаны.

## Описание
Мечеть расположена по адресу улица Мусы Джалиля, 82а в Сарыаркинском районе. 
Мечеть представляет собой двухэтажное здание из красного кирпича. Оно имеет купол высотой 8 метров и минарет высотой 21 метр. 
На первом этаже мечети расположены комната имама, зал бракосочетания, комната для чтения Корана, санузлы, столовая для работников мечети. Молитвенный зал для женщин площадью 96 квадратных метров расположен на втором этаже.